# Iberica
Iberica is een geslacht van uitgestorven eobaataride of mogelijk plagialacide multituberculaten dat leefde in wat nu Galve, Spanje is, tijdens het Vroeg-Krijt (Laat-Hauterivien-Vroeg-Barremien). 
De typesoort Iberica hani werd in 2011 benoemd door Ainara Badiola, José Ignacio Canudo en Gloria Cuenca-Bescós. De geslachtsnaam verwijst naar het Iberisch schiereiland. De soortaanduiding eert Gerhard en Renate Hahn en had dus eigenlijk 'hahnorum' moeten luiden; dat kan niet meer worden geëmendeerd.
Het holotype is FCPT (CAN 1/936), een linkerpremolaar gevonden in de La Cantalera-vindplaats in een laag van de Blesaformatie.
De premolaar is rechthoekig op het kauwvlak bekeken, met bollingen aan de voorzijde en binnenzijde en vier knobbels die niet duidelijk in rijen gerangschikt zijn. Een kleine eerste knobbel aan de buitenzijde is iets naar de voorste buitenhoek verplaatst. Een dikkere tweede knobbel aan de buitenzijde is beperkt tot het midden van de buitenrand, gelegen tussen het niveau van de eerste en tweede knobbel aan de binnenzijde. De (mesiale) voorrand is afgerond met daarop, of op een dwarsrichel die eromheen loopt, geïsoleerde knobbeltjes. De (distale) achterrand is smaller met een talonide-achtige 'hiel' die vrij ver naar achteren uitsteekt, met of zonder knobbeltjes. De knobbels zijn bedekt door een paar lage richels op het glazuur met een stervormig patroon.